# Elżbieta Urbańczyk
Elżbieta Maria Urbańczyk-Baumann (* 26. April 1971 in Nowy Dwór Mazowiecki) ist eine ehemalige polnische Kanutin.

## Leben
Elżbieta Urbańczyk wurde in Nowy Dwór Mazowiecki geboren und wuchs dort auf. Nach dem Abitur begann sie ein Studium an der Staatlichen Sportakademie in Posen, wo sie den Master-Abschluss erlangte. Anfangs trat sie noch für die Kanu-Abteilung ihres heimischen Vereins Świt Nowy Dwór Mazowiecki an. Von 1990 bis 2003 wurde Posnania Posen ihre sportliche Heimat.
Urbańczyk konnte im Laufe ihrer Karriere bei 5 verschiedenen Weltmeisterschaften Medaillen gewinnen ihren größten Erfolg feierte sie dabei im Kajak-Zweier über 500 Meter 1994 in Mexiko-Stadt zusammen mit Barbara Hajcel. Hier konnten die beiden vor den Ungarn Kinga Czigány und Szilvia Mednyánszky den Titel gewinnen. Bei Europameisterschaften stehen sogar zwei Titel zu buche: 1997 in Plowdiw holte sie mit Izabela Dylewska im Kajak sowohl über 200 Meter als auch über 1000 Meter den Titel. Elżbieta Urbańczyk nahm an vier Olympischen Spielen teil. Ihre beste Platzierung war hierbei der 5. Platz im Kajak-Einzel bei ihren letzten Spielen 2000 in Sydney.
Für ihre Leistungen wurde sie mit diversen Auszeichnungen belohnt. So ist sie unter anderem Ehrenbürgerin ihres Heimatortes und Trägerin des Verdienstkreuzes der Republik Polen.
Urbańczyk war mit dem polnischen Kanuten Paweł Baumann verheiratet, der 2016 bei einem Arbeitsunfall auf einer Baustelle ums Leben kam.